# Sportverein Eintracht Trier 05 1978-1979
Questa voce raccoglie le informazioni riguardanti lo Sportverein Eintracht Trier 05 nelle competizioni ufficiali della stagione 1978-1979.

## Stagione
Nella stagione 1978-1979 l'Eintracht Trier, allenato da Lothar Kleim, concluse il campionato di 2. Bundesliga al 10º posto. In Coppa di Germania l'Eintracht Trier fu eliminato al secondo turno dal Kaiserslautern.

## Rosa
| N. |                     | Ruolo | Calciatore      |
| -- | ------------------- | ----- | --------------- |
|    | Germania (bandiera) | P     | Michael Hümmer  |
|    | Germania (bandiera) | P     | Werner Vollack  |
|    | Germania (bandiera) | D     | Reiner Brinsa   |
|    | Germania (bandiera) | D     | Gerd Fink       |
|    | Germania (bandiera) | D     | Heinz Histing   |
|    | Germania (bandiera) | D     | Robert Schuster |
|    | Germania (bandiera) | D     | Michael Veit    |
|    | Germania (bandiera) | D     | Erwin Zimmer    |
|    | Germania (bandiera) | C     | Erwin Berg      |

| N. |                     | Ruolo | Calciatore          |
| -- | ------------------- | ----- | ------------------- |
|    | Serbia (bandiera)   | C     | Borivoje Đorđević   |
|    | Germania (bandiera) | C     | Erwin Hermandung    |
|    | Germania (bandiera) | C     | Klaus-Dieter Lüders |
|    | Germania (bandiera) | C     | Georg Müllner       |
|    | Serbia (bandiera)   | C     | Mile Novković       |
|    | Germania (bandiera) | C     | Wolfgang Riemann    |
|    | Germania (bandiera) | A     | Helmut Bergfelder   |
|    | Germania (bandiera) | A     | Lothar Leiendecker  |
|    | Germania (bandiera) | A     | Wolfgang Schlief    |

## Organigramma societario
Area tecnica
- Allenatore: Lothar Kleim
- Allenatore in seconda:
- Preparatore dei portieri:
- Preparatori atletici:

## Calciomercato

### Sessione estiva
| Acquisti | Acquisti          | Acquisti      | Acquisti |
| R.       | Nome              | da            | Modalità |
| -------- | ----------------- | ------------- | -------- |
| C        | Borivoje Đorđević | Panathīnaïkos |          |
| C        | Mile Novković     | Stella Rossa  |          |

| Cessioni | Cessioni              | Cessioni     | Cessioni |
| R.       | Nome                  | a            | Modalità |
| -------- | --------------------- | ------------ | -------- |
| D        | Svend-Jørgen Andresen | B 1903       |          |
| C        | Rolf Bauerkämper      | Velbert      |          |
| A        | Paul Linz             | Werder Brema |          |
| C        | Franz Michelberger    | Stade Reims  |          |
| A        | Bernd von Au          | Pfullendorf  |          |

### Sessione invernale
| Acquisti | Acquisti | Acquisti | Acquisti |
| R.       | Nome     | da       | Modalità |
| -------- | -------- | -------- | -------- |

| Cessioni | Cessioni | Cessioni | Cessioni |
| R.       | Nome     | a        | Modalità |
| -------- | -------- | -------- | -------- |

## Risultati

### 2. Bundesliga

#### Girone di andata
| Arbitro: | Niebergall |

|                                           |           |              |
| Leiendecker 24’ Brinsa 34’ Bergfelder 76’ | Marcatori | 58’ Detterer |

| Arbitro: | Glaw |

|                                |           |  |
| Kirschner 67’ Hinterberger 73’ | Marcatori |  |

| Treviri 12 agosto 1978 3ª giornata | Eintracht Treviri | 0 – 0 referto | Saarbrücken | Moselstadion (15 000 spett.)\| Arbitro: \| Nickel \| |
| Arbitro:                           | Nickel            |               |             |                                                      |

| Arbitro: | Hellwig |

|              |           |  |
| Sommerer 30’ | Marcatori |  |

| Arbitro: | Drescher |

|             |           |                                |
| Schlief 24’ | Marcatori | 22’ (rig.) Sebert 51’ Lachmann |

| Augusta 3 settembre 1978 6ª giornata | Augusta | 0 – 0 referto | Eintracht Treviri | Rosenaustadion (3 000 spett.)\| Arbitro: \| Kühne \| |
| Arbitro:                             | Kühne   |               |                   |                                                      |

| Arbitro: | Gaus |

|                      |           |              |
| Leiendecker 59’, 76’ | Marcatori | 57’ Dickkopf |

| Arbitro: | Föckler |

|                                  |           |              |
| Schulz 8’ Bruder 53’ Metzler 79’ | Marcatori | 18’ Đorđević |

| Arbitro: | Frickel |

|                                                                                    |           |            |
| Histing 1’ Brinsa 8’, 85’ Đorđević 28’, 56’ Hermandung 50’ Müllner 76’ Schlief 83’ | Marcatori | 90’ Malura |

| Arbitro: | Niebergall |

|  |           |              |
|  | Marcatori | 48’ Novković |

| Arbitro: | Vielsack |

|                              |           |            |
| Kobel 35’ (aut.) Müllner 50’ | Marcatori | 75’ Henkes |

| Arbitro: | Dahler |

|                                |           |  |
| Hofeditz 33’ (rig.) Gerber 61’ | Marcatori |  |

| Arbitro: | Brückner |

|                            |           |                          |
| Brinsa 26’ Leiendecker 82’ | Marcatori | 8’ Anspann 74’ Obermeier |

| Arbitro: | Kühne |

|                            |           |                        |
| Fürhoff 43’, 78’ Hayer 64’ | Marcatori | 42’ (rig.) Leiendecker |

| Arbitro: | Regneri |

|                                     |           |                                            |
| Wiesner 3’ Groß 44’ Becker 65’, 90’ | Marcatori | 12’ Đorđević 20’, 67’ Leiendecker 87’ Fink |

| Arbitro: | Jupe |

|                       |           |              |
| Schömezler 44’ (aut.) | Marcatori | 53’ Allgöwer |

| Arbitro: | Wohlfarth |

|                       |           |                   |
| Susser 43’ Binder 52’ | Marcatori | 48’, 73’ Đorđević |

| Arbitro: | Luca |

|  |           |          |
|  | Marcatori | 81’ Bihn |

| Arbitro: | Filla |

|                                 |           |            |
| Krause 47’, 80’ Völler 72’, 83’ | Marcatori | 90’ Brinsa |

#### Girone di ritorno
| Arbitro: | Regneri |

|                   |           |                |
| Beck 1’ Hodel 74’ | Marcatori | 13’ Hermandung |

| Arbitro: | Kinzinger |

|                                   |           |                      |
| Novković 23’, 74’ Leiendecker 84’ | Marcatori | 34’ (rig.) Kirschner |

| Arbitro: | Nickel |

|                      |           |                     |
| Traser 60’ Unger 70’ | Marcatori | 9’, 32’ Leiendecker |

| Arbitro: | Wohlfarth |

|                       |           |                             |
| Lüders 21’ Brinsa 86’ | Marcatori | 1’ Hansen 12’, 27’ Sommerer |

| Arbitro: | Dilg |

|                   |           |  |
| Harm 29’ Hein 67’ | Marcatori |  |

| Arbitro: | Jupe |

|                             |           |                |
| Đorđević 26’ Hermandung 43’ | Marcatori | 18’ Kindermann |

| Arbitro: | Nickel |

|                       |           |  |
| Ganz 10’ Krawczyk 27’ | Marcatori |  |

| Arbitro: | Gschwender |

|                        |           |             |
| Histing 35’ Zimmer 51’ | Marcatori | 85’ Widmann |

| Arbitro: | Michel |

|                         |           |                 |
| Schleiter 78’ Kromm 87’ | Marcatori | 65’ Leiendecker |

| Arbitro: | Messmer |

|                                          |           |             |
| Fink 4’, 84’ Histing 21’ Leiendecker 30’ | Marcatori | 78’ Posniak |

| Arbitro: | Dahler |

|                      |           |                                |
| Kobel 36’ Keller 59’ | Marcatori | 27’ Leiendecker 28’ Bergfelder |

| Treviri 14 aprile 1979 31ª giornata | Eintracht Treviri | 0 – 0 referto | Monaco 1860 | Moselstadion (10 000 spett.)\| Arbitro: \| Tritschler \| |
| Arbitro:                            | Tritschler        |               |             |                                                          |

| Arbitro: | Binninger |

|                     |           |                 |
| Krostina 44’ (rig.) | Marcatori | 55’ Leiendecker |

| Arbitro: | Brückner |

|                                             |           |  |
| Hermandung 85’ (rig.) Lüders 86’ Brinsa 90’ | Marcatori |  |

| Arbitro: | Aldinger |

|            |           |            |
| Brinsa 21’ | Marcatori | 41’ Krauth |

| Arbitro: | Hellwig |

|                                 |           |          |
| Allgöwer 40’ Saile 49’ Kühn 89’ | Marcatori | 59’ Fink |

| Arbitro: | Fleischer |

|                       |           |  |
| Hermandung 56’ (rig.) | Marcatori |  |

| Worms 2 giugno 1979 37ª giornata | Wormatia Worms | 0 – 0 referto | Eintracht Treviri | Wormatia-Stadion (1 500 spett.)\| Arbitro: \| Treib \| |
| Arbitro:                         | Treib          |               |                   |                                                        |

| Arbitro: | Aldinger |

|                                                |           |                     |
| Leiendecker 13’ Hermandung 48’ (rig.) Fink 65’ | Marcatori | 5’ Völler 56’ Domes |

### Coppa di Germania
| Arbitro: | Theobald |

|                                      |           |             |
| Müllner 10’ (rig.), 66’ Novković 53’ | Marcatori | 74’ Klarner |

| Arbitro: | Binninger |

|  |           |              |
|  | Marcatori | 57’ Bongartz |

## Statistiche

### Statistiche di squadra
| Competizione      | Punti | In casa | In casa | In casa | In casa | In casa | In casa | In trasferta | In trasferta | In trasferta | In trasferta | In trasferta | In trasferta | Totale | Totale | Totale | Totale | Totale | Totale | DR |
| Competizione      | Punti | G       | V       | N       | P       | Gf      | Gs      | G            | V            | N            | P            | Gf           | Gs           | G      | V      | N      | P      | Gf     | Gs     | DR |
| ----------------- | ----- | ------- | ------- | ------- | ------- | ------- | ------- | ------------ | ------------ | ------------ | ------------ | ------------ | ------------ | ------ | ------ | ------ | ------ | ------ | ------ | -- |
| 2. Bundesliga     | 36    | 19      | 11      | 5       | 3       | 40      | 20      | 19           | 1            | 7            | 11           | 18           | 37           | 38     | 12     | 12     | 14     | 58     | 57     | +1 |
| Coppa di Germania | -     | 2       | 1       | 0       | 1       | 3       | 2       | 0            | 0            | 0            | 0            | 0            | 0            | 2      | 1      | 0      | 1      | 3      | 2      | +1 |
| Totale            | 36    | 21      | 12      | 5       | 4       | 43      | 22      | 19           | 1            | 7            | 11           | 18           | 37           | 40     | 13     | 12     | 15     | 61     | 59     | +2 |

### Andamento in campionato
| Giornata  | 1 | 2  | 3  | 4  | 5  | 6  | 7  | 8  | 9  | 10 | 11 | 12 | 13 | 14 | 15 | 16 | 17 | 18 | 19 | 20 | 21 | 22 | 23 | 24 | 25 | 26 | 27 | 28 | 29 | 30 | 31 | 32 | 33 | 34 | 35 | 36 | 37 | 38 |
| --------- | - | -- | -- | -- | -- | -- | -- | -- | -- | -- | -- | -- | -- | -- | -- | -- | -- | -- | -- | -- | -- | -- | -- | -- | -- | -- | -- | -- | -- | -- | -- | -- | -- | -- | -- | -- | -- | -- |
| Luogo     | C | T  | C  | T  | C  | T  | C  | T  | C  | T  | C  | T  | C  | T  | T  | C  | T  | C  | T  | T  | C  | T  | C  | T  | C  | T  | C  | T  | C  | T  | C  | T  | C  | C  | T  | C  | T  | C  |
| Risultato | V | P  | N  | P  | P  | N  | V  | P  | V  | V  | V  | P  | N  | P  | N  | N  | N  | P  | P  | P  | V  | N  | P  | P  | V  | P  | V  | P  | V  | N  | N  | N  | V  | N  | P  | V  | N  | V  |
| Posizione | 2 | 10 | 13 | 15 | 17 | 16 | 11 | 13 | 12 | 10 | 8  | 10 | 10 | 11 | 11 | 11 | 11 | 11 | 13 | 13 | 13 | 12 | 13 | 14 | 14 | 15 | 15 | 15 | 14 | 13 | 13 | 13 | 11 | 10 | 10 | 10 | 11 | 10 |

Legenda:

Luogo: C = Casa; T = Trasferta. Risultato: V = Vittoria; N = Pareggio; P = Sconfitta.

### Statistiche dei giocatori
| Giocatore      | 2. Bundesliga | 2. Bundesliga | 2. Bundesliga | 2. Bundesliga | Coppa di Germania | Coppa di Germania | Coppa di Germania | Coppa di Germania | Totale   | Totale | Totale      | Totale     |
| Giocatore      | Presenze      | Reti          | Ammonizioni   | Espulsioni    | Presenze          | Reti              | Ammonizioni       | Espulsioni        | Presenze | Reti   | Ammonizioni | Espulsioni |
| -------------- | ------------- | ------------- | ------------- | ------------- | ----------------- | ----------------- | ----------------- | ----------------- | -------- | ------ | ----------- | ---------- |
| E. Berg        | 1             | 0             | 0             | 0             | 0                 | 0                 | 0                 | 0                 | 1        | 0      | 0           | 0          |
| H. Bergfelder  | 33            | 2             | 2             | 0             | 2                 | 0                 | 0                 | 0                 | 35       | 2      | 2           | 0          |
| R. Brinsa      | 33            | 8             | 7             | 1             | 1                 | 0                 | 0                 | 0                 | 34       | 8      | 7           | 1          |
| G. Fink        | 35            | 5             | 5             | 0             | 2                 | 0                 | 0                 | 0                 | 37       | 5      | 5           | 0          |
| E. Hermandung  | 38            | 6             | 9             | 0             | 2                 | 0                 | 0                 | 0                 | 40       | 6      | 9           | 0          |
| H. Histing     | 37            | 3             | 7             | 0             | 2                 | 0                 | 0                 | 0                 | 39       | 3      | 7           | 0          |
| M. Hümmer      | 11            | 0             | 1             | 0             | 0                 | 0                 | 0                 | 0                 | 11       | 0      | 1           | 0          |
| L. Leiendecker | 36            | 15            | 3             | 0             | 2                 | 0                 | 0                 | 0                 | 38       | 15     | 3           | 0          |
| K. Lüders      | 25            | 2             | 1             | 0             | 0                 | 0                 | 0                 | 0                 | 25       | 2      | 1           | 0          |
| G. Müllner     | 35            | 2             | 3             | 0             | 2                 | 2                 | 0                 | 0                 | 37       | 4      | 3           | 0          |
| M. Novković    | 33            | 3             | 4             | 0             | 2                 | 1                 | 0                 | 0                 | 35       | 4      | 4           | 0          |
| W. Riemann     | 1             | 0             | 0             | 0             | 0                 | 0                 | 0                 | 0                 | 1        | 0      | 0           | 0          |
| W. Schlief     | 29            | 2             | 6             | 0             | 2                 | 0                 | 0                 | 0                 | 31       | 2      | 6           | 0          |
| R. Schuster    | 6             | 0             | 0             | 0             | 0                 | 0                 | 0                 | 0                 | 6        | 0      | 0           | 0          |
| M. Veit        | 37            | 0             | 1             | 0             | 2                 | 0                 | 0                 | 0                 | 39       | 0      | 1           | 0          |
| W. Vollack     | 28            | 0             | 2             | 0             | 2                 | 0                 | 0                 | 0                 | 30       | 0      | 2           | 0          |
| E. Zimmer      | 36            | 1             | 3             | 0             | 2                 | 0                 | 0                 | 0                 | 38       | 1      | 3           | 0          |
| B. Đorđević    | 33            | 7             | 3             | 0             | 1                 | 0                 | 1                 | 0                 | 34       | 7      | 4           | 0          |